# Herpetopoma benthicola
Herpetopoma benthicola är en snäckart som beskrevs av Powell 1937. Herpetopoma benthicola ingår i släktet Herpetopoma och familjen pärlemorsnäckor. Inga underarter finns listade i Catalogue of Life.